# Odznaczeni wojskowym Orderem Pour le Mérite
Odznaczeni wojskowym Orderem Pour le Mérite (lista alfabetyczna). Od ustanowienia orderu w 1740 przez Fryderyka Wielkiego do końca monarchii w Prusach (1918) order przyznano 5.430 osobom.

## A
| Nazwisko                         | Ostatni stopień  | Rodzaj wojsk      | Pour le Mérite       | Liść dębu       |
| -------------------------------- | ---------------- | ----------------- | -------------------- | --------------- |
| Hans Adam                        | Kapitän zur See  | Marynarka wojenna | 6 listopada 1917     |                 |
| Armand von Alberti               | Pułkownik        | Wojska lądowe     | 8 listopada 1918     |                 |
| Viktor Albrecht                  | Generał piechoty | Wojska lądowe     | 9 kwietnia 1918      |                 |
| Karl Allmenröder                 | Porucznik        | Lotnictwo         | 14 czerwca 1917      |                 |
| Dr. Ernst Freiherr von Althaus   | OberPorucznik    | Lotnictwo         | 22 lipca 1916        |                 |
| Richard d´ Alton-Rauch           | Generalmajor     | Wojska lądowe     | 15 sierpnia 1918     |                 |
| Constantin von Alvensleben       | Generał piechoty | Wojska lądowe     | 17 września 1866     |                 |
| Walter Arens                     | OberstPorucznik  | Wojska lądowe     | 25 października 1918 |                 |
| Lothar von Arnauld de la Perière | Wiceadmirał      | Marynarka wojenna | 11 października 1916 |                 |
| Achim von Arnim                  | Pułkownik        | Wojska lądowe     | 17 kwietnia 1918     |                 |
| Arthur Arz von Straußenburg      | Generaloberst    | Armia austriacka  | 28 sierpnia 1915     | 6 sierpnia 1917 |

## B
| Nazwisko                                    | Ostatni stopień        | Rodzaj wojsk      | Pour le Mérite       | Liść dębu            |
| ------------------------------------------- | ---------------------- | ----------------- | -------------------- | -------------------- |
| Paul Bader                                  | Pułkownik              | Wojska lądowe     | 20 października 1918 |                      |
| Ernst von Bacmeister                        | Generał piechoty       | Wojska lądowe     | 8 października 1917  |                      |
| Wilhelm Prinz von Baden                     | Generał piechoty       | Wojska lądowe     | 18 grudnia 1895      |                      |
| Paul Bäumer                                 | Porucznik              | Lotnictwo         | 2 listopada 1918     |                      |
| Wilhelm Balck                               | Generaloberst          | Wojska lądowe     | 9 marca 1918         |                      |
| Hermann von Balcke                          | Generalmajor           | Wojska lądowe     | 29 lipca 1917        |                      |
| Viktor Bangert                              | OberstPorucznik        | Wojska lądowe     | 24 listopada 1917    |                      |
| Carl von Bardolff                           | Generał piechoty       | Armia austriacka  | 27 lipca 1917        |                      |
| Karl Bartenbach                             | Wiceadmirał            | Marynarka wojenna | 27 października 1917 |                      |
| Josef Barth                                 | Pułkownik              | Wojska lądowe     | 9 sierpnia 1918      |                      |
| Max Bauer                                   | Pułkownik              | Wojska lądowe     | 19 grudnia 1916      | 28 marca 1918        |
| Franciszek Maria Wittelsbach                | Generalmajor           | Wojska lądowe     | 16 maja 1918         |                      |
| Leopold Bawarski                            | Feldmarszałek          | Wojska lądowe     | 5 sierpnia 1915      | 25 lipca 1917        |
| Ludwik III (król Bawarii)                   | Feldmarszałek          | Wojska lądowe     | 8 grudnia 1916       |                      |
| Ruppert Maria Wittelsbach                   | Feldmarszałek          | Wojska lądowe     | 22 sierpnia 1915     | 20 grudnia 1916      |
| Oliver von Beaulieu-Marconnay               | Porucznik              | Lotnictwo         | 26 października 1918 |                      |
| Friedrich Becker                            | Generalmajor           | Wojska lądowe     | 17 września 1918     |                      |
| Curt von Beerfelde                          | OberstPorucznik        | Wojska lądowe     | 21 kwietnia 1918     |                      |
| Paul Behncke                                | Admiral                | Marynarka wojenna | 4 grudnia 1917       |                      |
| Franz von Behr                              | Pułkownik              | Wojska lądowe     | 8 października 1917  |                      |
| Stanislaus Behrendt                         | Hauptmann              | Wojska lądowe     | 4 października 1918  |                      |
| Eduard von Below                            | Generał piechoty       | Wojska lądowe     | 18 sierpnia 1917     |                      |
| Ernst von Below                             | Generał piechoty       | Wojska lądowe     | 24 listopada 1917    | 13 października 1918 |
| Fritz von Below                             | Generał piechoty       | Wojska lądowe     | März 1915            | 11 sierpnia 1916     |
| Hans von Below                              | Generaloberst          | Wojska lądowe     | 24 listopada 1917    |                      |
| Otto von Below                              | Generał piechoty       | Wojska lądowe     | 16 lutego 1915       | 27 kwietnia 1917     |
| Richard von Berendt                         | Generał artylerii      | Wojska lądowe     | 14 stycznia 1917     | 24 listopada 1917    |
| Karl Berger                                 | Generaloberst          | Wojska lądowe     | 17 kwietnia 1918     |                      |
| Walter von Bergmann                         | Generał piechoty       | Wojska lądowe     | 8 maja 1918          |                      |
| Waldemar Berka                              | Generalmajor           | Wojska lądowe     | 23 czerwca 1918      |                      |
| Fritz Otto Bernert                          | OberPorucznik          | Lotnictwo         | 23 kwietnia 1917     |                      |
| Friedrich von Bernhardi                     | General der Kavallerie | Wojska lądowe     | 20 sierpnia 1916     | 15 maja 1918         |
| Felix von Bernuth                           | Hauptmann              | Wojska lądowe     | 9 października 1918  |                      |
| Hans Berr                                   | OberPorucznik          | Lotnictwo         | 4 grudnia 1916       |                      |
| Albert von Berrer                           | Generaloberst          | Wojska lądowe     | 27 sierpnia 1917     |                      |
| Rudolf Berthold                             | Hauptmann              | Lotnictwo         | 12 października 1916 |                      |
| Hans Beseler                                | OberstPorucznik        | Wojska lądowe     | 28 listopada 1917    |                      |
| Hans Hartwig von Beseler                    | Generaloberst          | Wojska lądowe     | 10 października 1914 | 20 sierpnia 1915     |
| Ernst von Bila                              | Major                  | Wojska lądowe     | 23 sierpnia 1918     |                      |
| Josef Bischoff                              | OberstPorucznik        | Wojska lądowe     | 30 czerwca 1918      |                      |
| Werner von Blomberg                         | Feldmarszałek          | Wojska lądowe     | 3 czerwca 1918       |                      |
| Prof. Walter Blume                          | Porucznik              | Lotnictwo         | 30 września 1918     |                      |
| Fedor von Bock                              | Feldmarszałek          | Wojska lądowe     | 1 kwietnia 1918      |                      |
| Franz-Karl von Bock                         | Pułkownik              | Wojska lądowe     | 13 października 1918 |                      |
| Alfred von Böckmann                         | Generaloberst          | Wojska lądowe     | 8 października 1916  | 1 czerwca 1917       |
| Eduard von Böhm-Ermolli                     | Feldmarszałek          | Armia austriacka  | 7 października 1916  | 27 lipca 1918        |
| Erich Böhme                                 | Generaloberst          | Wojska lądowe     | 7 maja 1918          |                      |
| Erwin Böhme                                 | Porucznik              | Lotnictwo         | 24 listopada 1917    |                      |
| Max von Boehn                               | Generaloberst          | Wojska lądowe     | 24 sierpnia 1916     | 20 maja 1917         |
| Oswald Boelcke                              | Hauptmann              | Lotnictwo         | 12 stycznia 1916     |                      |
| Oskar Freiherr von Boenigk                  | Generalmajor           | Lotnictwo         | 25 października 1918 |                      |
| Friedrich Ritter von Bogendörfer            | Generalmajor           | Wojska lądowe     | 8 listopada 1918     |                      |
| Helmuth Bohm                                | OberstPorucznik        | Wojska lądowe     | 5 maja 1918          |                      |
| Carl Bolle                                  | OberstPorucznik        | Lotnictwo         | 21 sierpnia 1918     |                      |
| Heinrich Bongartz                           | Pułkownik              | Lotnictwo         | 23 grudnia 1917      |                      |
| Curt von dem Borne                          | Generał piechoty       | Wojska lądowe     | 9 kwietnia 1918      | 3 listopada 1918     |
| Svetozar Boroević von Bojna                 | Feldmarschall          | Armia austriacka  | 3 listopada 1917     |                      |
| Karl von Borries                            | Generał piechoty       | Wojska lądowe     | 13 czerwca 1918      |                      |
| Rudolf von Borries                          | Generalmajor           | Wojska lądowe     | 4 sierpnia 1917      |                      |
| Kuno-Hans von Both                          | Generał piechoty       | Wojska lądowe     | 10 kwietnia 1918     |                      |
| Felix Graf von Bothmer                      | Generaloberst          | Wojska lądowe     | 7 lipca 1915         | 25 lipca 1917        |
| Ernst Brandenburg                           | Pułkownik              | Lotnictwo         | 14 czerwca 1917      |                      |
| Curt von Brandenstein                       | OberstPorucznik        | Wojska lądowe     | 26 września 1918     |                      |
| Hermann von Brandenstein                    | Generał piechoty       | Wojska lądowe     | 27 sierpnia 1918     |                      |
| Otto Freiherr von Brandenstein              | Generaloberst          | Wojska lądowe     | 15 maja 1918         |                      |
| Cordt Freiherr von Brandis                  | Generaloberst          | Wojska lądowe     | 21 kwietnia 1918     |                      |
| Cordt von Brandis                           | Major                  | Wojska lądowe     | 14 marca 1916        |                      |
| Tido von Brederlow                          | Generalmajor           | Wojska lądowe     | 9 października 1918  |                      |
| Anatol Graf von Bredow                      | General der Kavallerie | Wojska lądowe     | 23 lipca 1915        |                      |
| Ludwig Breßler                              | Generał piechoty       | Wojska lądowe     | 9 października 1918  |                      |
| Carl Briese                                 | Generaloberst          | Wojska lądowe     | 30 sierpnia 1918     |                      |
| Friedrich Brinckmann                        | Pułkownik              | Wojska lądowe     | 6 marca 1918         |                      |
| Heinrich Brinkord                           | OberstPorucznik        | Wojska lądowe     | 21 października 1918 |                      |
| Ferdinand Brisken                           | OberstPorucznik        | Wojska lądowe     | 23 kwietnia 1918     |                      |
| Bernhard Bronsart von Schellendorff         | Generaloberst          | Wojska lądowe     | 16 września 1916     |                      |
| Hans Bronsart von Schellendorff             | Major                  | Wojska lądowe     | 25 października 1918 |                      |
| Walter Siegfried Bronsart von Schellendorff | Pułkownik              | Wojska lądowe     | 2 czerwca 1918       |                      |
| Georg Bruchmüller                           | Generalmajor           | Wojska lądowe     | 1 maja 1917          | 26 marca 1918        |
| Erich Brückner                              | Pułkownik              | Wojska lądowe     | 4 września 1918      |                      |
| Friedrich Bruns                             | Pułkownik              | Wojska lądowe     | 6 listopada 1918     |                      |
| Julius Buckler                              | OberstPorucznik        | Lotnictwo         | 4 grudnia 1917       |                      |
| Hans-Joachim Buddecke                       | OberPorucznik          | Lotnictwo         | 14 kwietnia 1915     |                      |
| Gustav Freiherr von Buddenbrock             | Generał piechoty       | Wojska lądowe     | 7 czerwca 1864       | 18 stycznia 1871     |
| Rudolph Otto von Budritzki                  | Generał piechoty       | Wojska lądowe     | 1 listopada 1870     |                      |
| Franz Büchner                               | Porucznik              | Lotnictwo         | 25 października 1918 |                      |
| Karl Wilhelm Paul von Bülow                 | Feldmarszałek          | Wojska lądowe     | 4 kwietnia 1915      |                      |
| Walter von Bülow                            | Porucznik              | Lotnictwo         | 8 października 1917  |                      |
| Heinrich von Bünau                          | Generał piechoty       | Wojska lądowe     | 17 września 1918     |                      |
| Robert Bürkner                              | Generalmajor           | Wojska lądowe     | 16 maja 1918         |                      |
| Borys III                                   | Feldmarszałek          | Bulgarische Armee | 3 października 1918  |                      |
| Ferdynand I Koburg                          | Feldmarszałek          | Bulgarische Armee | 8 września 1916      | 8 września 1916      |
| Hermann Ritter von Burkhardt                | Generał artylerii      | Wojska lądowe     | 12 maja 1917         |                      |
| Ernst Busch                                 | Feldmarszałek          | Wojska lądowe     | 4 października 1918  |                      |
| Georg Freiherr von dem Bussche-Haddenhausen | OberstPorucznik        | Wojska lądowe     | 18 września 1918     |                      |
| Johannes von Busse                          | Generaloberst          | Wojska lądowe     | 16 kwietnia 1918     |                      |

## C
| Nazwisko                           | Ostatni stopień     | Rodzaj wojsk      | Pour le Mérite       | Liść dębu           |
| ---------------------------------- | ------------------- | ----------------- | -------------------- | ------------------- |
| Philipp Carl Freiherr von Canstein | Generał piechoty    | Wojska lądowe     | 7 czerwca 1864       | 20 września 1866    |
| Eduard von Capelle                 | Admiral             | Marynarka wojenna | 9 stycznia 1918      |                     |
| Leo von Caprivi                    | General             | Wojska lądowe     | 18 stycznia 1871     |                     |
| Alois Caracciola-Delbrück          | Pułkownik           | Wojska lądowe     | 25 sierpnia 1918     |                     |
| Adolph von Carlowitz               | Generał piechoty    | Wojska lądowe     | 29 lipca 1917        | 25 maja 1918        |
| Walter Caspari                     | Pułkownik           | Wojska lądowe     | 21 kwietnia 1918     |                     |
| Martin Chales de Beaulieu          | Generał piechoty    | Wojska lądowe     | 5 września 1917      |                     |
| Siegfried von la Chevallerie       | Generał artylerii   | Wojska lądowe     | 20 stycznia 1918     | 5 października 1918 |
| Friedrich Christiansen             | General der Flieger | Lotnictwo         | 11 grudnia 1917      |                     |
| Eberhard von Claer                 | Generał piechoty    | Wojska lądowe     | 29 czerwca 1915      |                     |
| Max Clausius                       | Pułkownik           | Wojska lądowe     | 15 października 1918 |                     |
| Erwin von Collani                  | OberstPorucznik     | Wojska lądowe     | 7 maja 1918          |                     |
| Alexander Commichau                | Pułkownik           | Wojska lądowe     | 21 kwietnia 1918     |                     |
| Franz Conrad von Hötzendorf        | Feldmarszałek       | Armia austriacka  | 12 maja 1915         | 26 stycznia 1917    |
| Richard von Conta                  | Generał piechoty    | Wojska lądowe     | 15 października 1916 | 26 marca 1918       |
| Elimar von Cranach                 | Generalmajor        | Wojska lądowe     | 22 kwietnia 1918     |                     |

## D
| Nazwisko                              | Ostatni stopień  | Rodzaj wojsk      | Pour le Mérite       | Liść dębu      |
| ------------------------------------- | ---------------- | ----------------- | -------------------- | -------------- |
| Rudolf Dänner                         | Generaloberst    | Wojska lądowe     | 26 października 1918 |                |
| Viktor Dallmer                        | Generał piechoty | Wojska lądowe     | 26 kwietnia 1917     | 8 czerwca 1918 |
| Gustav Dammann                        | Generaloberst    | Wojska lądowe     | 6 listopada 1918     |                |
| Johannes von Dassel                   | Generał piechoty | Wojska lądowe     | 25 października 1918 |                |
| Kolmar von Debschitz                  | Generaloberst    | Wojska lądowe     | 20 września 1866     |                |
| Carl Degelow                          | Major            | Lotnictwo         | 8 listopada 1918     |                |
| Berthold von Deimling                 | Generał piechoty | Wojska lądowe     | 28 sierpnia 1916     |                |
| Dr. Walter von Delius                 | Pułkownik        | Lotnictwo         | 20 stycznia 1918     |                |
| Friedrich-Wilhelm Dernen              | Generalmajor     | Wojska lądowe     | 29 sierpnia 1918     |                |
| Arnold von Detten                     | OberstPorucznik  | Wojska lądowe     | 27 sierpnia 1918     |                |
| Curt von Dewitz                       | Generaloberst    | Wojska lądowe     | 22 kwietnia 1918     |                |
| Carl Dieffenbach                      | Generał piechoty | Wojska lądowe     | 26 kwietnia 1917     |                |
| Otto Freiherr von Diepenbroick-Grüter | Generaloberst    | Wojska lądowe     | 13 czerwca 1918      |                |
| Wilhelm von Ditfurth                  | Generalmajor     | Wojska lądowe     | 21 kwietnia 1918     |                |
| Ahmed Cemal                           | Generaloberst    | Osmanische Armee  | 4 września 1917      |                |
| Gustav Dörr                           | Porucznik        | Lotnictwo         | 17 stycznia 1919     |                |
| Nikolaus Graf zu Dohna-Schlodien      | Kapitän zur See  | Marynarka wojenna | 7 marca 1916         |                |
| Wilhelm von Dommes                    | Generaloberst    | Wojska lądowe     | 8 czerwca 1918       |                |
| Georg Dorndorf                        | Pułkownik        | Wojska lądowe     | 1 kwietnia 1918      |                |
| Albert Dossenbach                     | Porucznik        | Lotnictwo         | 11 listopada 1916    |                |
| Eduard Ritter von Dostler             | OberPorucznik    | Lotnictwo         | 6 sierpnia 1917      |                |
| Hermann Drechsel                      | Pułkownik        | Wojska lądowe     | 3 kwietnia 1918      |                |
| Hermann von Dresler und Scharfenstein | Generał piechoty | Wojska lądowe     | 8 listopada 1917     |                |
| Hans von Drigalski                    | Pułkownik        | Wojska lądowe     | 28 marca 1918        |                |
| Wilhelm von Dücker                    | Generalmajor     | Wojska lądowe     | 29 sierpnia 1918     |                |

## E
| Nazwisko                             | Ostatni stopień        | Rodzaj wojsk              | Pour le Mérite       | Liść dębu            |
| ------------------------------------ | ---------------------- | ------------------------- | -------------------- | -------------------- |
| Johannes von Eben                    | Generał piechoty       | Wojska lądowe             | 7 października 1916  | 22 września 1917     |
| Magnus von Eberhardt                 | Generał piechoty       | Wojska lądowe             | 20 maja 1917         | 25 kwietnia 1918     |
| Gottfried Edelbüttel                 | Generał piechoty       | Wojska lądowe             | 12 października 1917 |                      |
| Franz Freiherr von Edelsheim         | OberstPorucznik        | Wojska lądowe             | 4 października 1918  |                      |
| Ralph von Egidy                      | Generalmajor           | Wojska lądowe             | 31 października 1918 |                      |
| Oskar von Ehrenthal                  | Generał piechoty       | Wojska lądowe             | 15 czerwca 1917      |                      |
| Hermann von Eichhorn                 | Feldmarszałek          | Herr                      | 18 sierpnia 1915     | 28 września 1915     |
| Karl von Einem genannt von Rothmaler | Generaloberst          | Wojska lądowe             | 16 marca 1915        | 17 października 1916 |
| Karl d’Elsa                          | Generaloberst          | Wojska lądowe             | 1 września 1916      |                      |
| Hugo Elstermann von Elster           | Generał piechoty       | Wojska lądowe             | 22 września 1917     |                      |
| Otto von Emmich                      | Generał piechoty       | Wojska lądowe             | 7 sierpnia 1914      | 14 maja 1915         |
| Siegfried Freiherr von Ende          | Generaloberst          | Wojska lądowe             | 31 października 1917 |                      |
| Nikolaus Ritter von Endres           | Generał piechoty       | Wojska lądowe             | 17 kwietnia 1918     | 4 sierpnia 1918      |
| George von Engelbrechten             | Generał piechoty       | Wojska lądowe             | 8 lipca 1918         |                      |
| İsmail Enver                         | Generaloberst          | Osmanisches Wojska lądowe | 23 sierpnia 1915     | 10 stycznia 1916     |
| Franz von Epp                        | Generał piechoty       | Wojska lądowe             | 29 maja 1918         |                      |
| Hans von der Esch                    | Generaloberst          | Wojska lądowe             | 13 października 1918 |                      |
| Friedrich Freiherr von Esebeck       | Generał piechoty       | Wojska lądowe             | 3 kwietnia 1918      |                      |
| Ludwig von Estorff                   | Generał piechoty       | Wojska lądowe             | 6 września 1917      |                      |
| Günther von Etzel                    | General der Kavallerie | Wojska lądowe             | 4 sierpnia 1918      | 25 października 1918 |
| Siegfried Graf zu Eulenburg-Wicken   | Pułkownik              | Wojska lądowe             | 27 sierpnia 1917     | 4 września 1918      |

## F
| Nazwisko                                    | Ostatni stopień        | Rodzaj wojsk      | Pour le Mérite       | Liść dębu         |
| ------------------------------------------- | ---------------------- | ----------------- | -------------------- | ----------------- |
| Max von Fabeck                              | Generał piechoty       | Wojska lądowe     | 23 sierpnia 1915     |                   |
| Alexander von Falkenhausen                  | Generał piechoty       | Wojska lądowe     | 7 maja 1918          |                   |
| Ludwig von Falkenhausen                     | Generaloberst          | Wojska lądowe     | 23 sierpnia 1915     | 15 kwietnia 1916  |
| Erich von Falkenhayn                        | Generał piechoty       | Wojska lądowe     | 16 lutego 1915       | 3 czerwca 1915    |
| Eugen von Falkenhayn                        | General der Kavallerie | Wojska lądowe     | 28 sierpnia 1915     | 13 listopada 1915 |
| Karl von Fasbender                          | Generał piechoty       | Wojska lądowe     | 13 września 1916     |                   |
| Wilhelm Faupel                              | Generaloberst          | Wojska lądowe     | 18 czerwca 1918      | 4 sierpnia 1918   |
| Bernhard Graf Finck von Finckenstein        | Generał piechoty       | Wojska lądowe     | 9 kwietnia 1918      |                   |
| Kurt Fischer                                | OberstPorucznik        | Wojska lądowe     | 4 listopada 1917     |                   |
| Udo von Fischer                             | Generalmajor           | Wojska lądowe     | 30 czerwca 1918      |                   |
| Paul Fleck                                  | Generał piechoty       | Wojska lądowe     | 16 marca 1915        |                   |
| Sigismund von Foerster                      | Generał piechoty       | Wojska lądowe     | 28 maja 1901         |                   |
| Dr. Walther Forstmann                       | Kapitän zur See        | Marynarka wojenna | 12 sierpnia 1916     |                   |
| Ernst Freiherr von Forstner                 | Generał piechoty       | Wojska lądowe     | 31 października 1917 | 17 czerwca 1918   |
| Ernst Frahnert                              | Pułkownik              | Wojska lądowe     | 14 listopada 1917    |                   |
| Hermann von François                        | Generał piechoty       | Wojska lądowe     | 14 maja 1915         | 27 lipca 1917     |
| Adolf Franke                                | Generał artylerii      | Wojska lądowe     | 18 października 1918 |                   |
| Hans-Heydan von Frankenberg und Ludwigsdorf | Generalmajor           | Wojska lądowe     | 5 lipca 1918         |                   |
| Wilhelm Frankl                              | Porucznik              | Lotnictwo         | 12 sierpnia 1916     |                   |
| Eduard von Fransecky                        | Generał piechoty       | Wojska lądowe     | 20 września 1866     | 5 lutego 1871     |
| Rudolf Frantz                               | Generalmajor           | Wojska lądowe     | 25 lipca 1917        |                   |
| Erich Freyer                                | Generaloberst          | Wojska lądowe     | 17 kwietnia 1918     |                   |
| Karl von Freyhold                           | Pułkownik              | Wojska lądowe     | 14 czerwca 1918      |                   |
| Hermann Fricke                              | Generalmajor           | Lotnictwo         | 23 grudnia 1917      |                   |
| Friedrich von Friedeburg                    | Generaloberst          | Wojska lądowe     | 20 września 1918     |                   |
| Karl Friderici                              | Major                  | Wojska lądowe     | 30 czerwca 1918      |                   |
| Albert von Fritsch                          | Generaloberst          | Wojska lądowe     | 3 września 1918      |                   |
| Lothar Fritsch                              | Generał piechoty       | Wojska lądowe     | 6 maja 1918          |                   |
| Georg Frotscher                             | Generał piechoty       | Wojska lądowe     | 5 maja 1918          |                   |
| Georg Fuchs                                 | Generał piechoty       | Wojska lądowe     | 18 sierpnia 1917     |                   |

## G
| Nazwisko                             | Ostatni stopień        | Rodzaj wojsk      | Pour le Mérite       | Liść dębu        |
| ------------------------------------ | ---------------------- | ----------------- | -------------------- | ---------------- |
| Arthur von Gabain                    | Generał piechoty       | Wojska lądowe     | 8 listopada 1917     | 17 kwietnia 1918 |
| Otto Gabcke                          | Generaloberst          | Wojska lądowe     | 1 września 1918      |                  |
| Hans Emil Alexander Gaede            | Generał piechoty       | Wojska lądowe     | 25 sierpnia 1915     |                  |
| Erich Gaertner                       | OberstPorucznik        | Wojska lądowe     | 8 listopada 1918     |                  |
| Max von Gallwitz                     | Generał artylerii      | Wojska lądowe     | 24 lipca 1915        | 28 września 1915 |
| Otto von Garnier                     | General der Kavallerie | Wojska lądowe     | 12 października 1916 |                  |
| Georg Freiherr von Gayl              | Generał piechoty       | Wojska lądowe     | 8 maja 1918          |                  |
| Wilhelm von Gazen                    | OberstPorucznik        | Wojska lądowe     | 24 listopada 1917    |                  |
| Ludwig von Gebsattel                 | General der Kavallerie | Wojska lądowe     | 4 października 1916  |                  |
| Carl Siegfried Ritter von Georg      | Fregattenkapitän       | Marynarka wojenna | 24 kwietnia 1918     |                  |
| Ulrich von Germar                    | Generalmajor           | Wojska lądowe     | 22 kwietnia 1918     |                  |
| Friedrich von Gerok                  | Generał piechoty       | Wojska lądowe     | 7 lipca 1915         |                  |
| Daniel Gerth                         | Hauptmann              | Wojska lądowe     | 11 października 1918 |                  |
| Adolf von Glümer                     | Generał piechoty       | Wojska lądowe     | 5 lutego 1871        |                  |
| Wilhelm Graf von Gluszewski-Kwilecki | Generalmajor           | Wojska lądowe     | 24 listopada 1917    |                  |
| Hermann Göring                       | Reichsmarschall        | Lotnictwo         | 2 maja 1918          |                  |
| Wilhelm von Goerne                   | Generalmajor           | Wojska lądowe     | 20 maja 1917         | 30 sierpnia 1918 |
| Martin Goesch                        | Generalmajor           | Wojska lądowe     | 21 kwietnia 1918     |                  |
| Georg von Götz                       | Major                  | Wojska lądowe     | 17 października 1918 |                  |
| August von Goetzen                   | Generaloberst          | Wojska lądowe     | 11 września 1916     |                  |
| Rüdiger von der Goltz                | Generaloberst          | Wojska lądowe     | 15 maja 1918         |                  |
| Friedrich von Gontard                | Generał piechoty       | Wojska lądowe     | 9 kwietnia 1918      | 4 sierpnia 1918  |
| Heinrich Gontermann                  | Porucznik              | Lotnictwo         | 14 maja 1917         |                  |
| Konrad von Goßler                    | Generał piechoty       | Wojska lądowe     | 10 sierpnia 1916     |                  |
| Wolff von Graeffendorff              | Pułkownik              | Wojska lądowe     | 24 listopada 1917    |                  |
| Wilhelm Edler von Graeve             | OberstPorucznik        | Wojska lądowe     | 8 listopada 1918     |                  |
| Kurt von Greiff                      | Generał piechoty       | Wojska lądowe     | 9 czerwca 1918       |                  |
| Robert Ritter von Greim              | Feldmarszałek          | Lotnictwo         | 14 października 1918 |                  |
| Wilhelm Griebsch                     | Porucznik              | Lotnictwo         | 30 września 1918     |                  |
| Wilhelm von Groddeck                 | Generalmajor           | Wojska lądowe     | 9 kwietnia 1918      |                  |
| Wilhelm Groener                      | Generaloberst          | Wojska lądowe     | 11 września 1915     |                  |
| Hans von Gronau                      | Generał artylerii      | Wojska lądowe     | 4 października 1916  | 6 sierpnia 1918  |
| Jürgen von Grone                     | Major                  | Lotnictwo         | 13 października 1918 |                  |
| Theodor Groppe                       | Generaloberst          | Wojska lądowe     | 6 listopada 1918     |                  |
| Hans von Grothe                      | Generalmajor           | Wojska lądowe     | 2 listopada 1918     |                  |
| Paul Grünert                         | Generaloberst          | Wojska lądowe     | 3 maja 1918          |                  |
| Ernst Gruson                         | Generalmajor           | Wojska lądowe     | 6 lipca 1918         |                  |
| Erich Gudowius                       | Generaloberst          | Wojska lądowe     | 4 sierpnia 1918      |                  |
| Erich von Gündell                    | Generał piechoty       | Wojska lądowe     | 28 sierpnia 1916     |                  |
| Hans von Guretzky-Cornitz            | Generał piechoty       | Wojska lądowe     | 9 marca 1916         |                  |

## H
| Nazwisko                                 | Ostatni stopień        | Rodzaj wojsk      | Pour le Mérite       | Liść dębu         |
| ---------------------------------------- | ---------------------- | ----------------- | -------------------- | ----------------- |
| Friedrich Ritter von Haack               | Generał piechoty       | Wojska lądowe     | 8 sierpnia 1918      |                   |
| Wilhelm von Haasy                        | Generaloberst          | Wojska lądowe     | 10 czerwca 1918      |                   |
| Heinrich Freiherr von Hadeln             | Generaloberst          | Wojska lądowe     | 26. Auugust 1917     |                   |
| Siegfried Haenicke                       | Generał piechoty       | Wojska lądowe     | 14 czerwca 1918      |                   |
| Gottlieb von Haeseler                    | Feldmarszałek          | Wojska lądowe     | 19 stycznia 1873     | 22 marca 1915     |
| Wilhelm Hagedorn                         | Pułkownik              | Wojska lądowe     | 30 lipca 1917        |                   |
| Karl von Hagen                           | OberstPorucznik        | Wojska lądowe     | 8 kwietnia 1918      |                   |
| Dr. Oskar von Hahnke                     | Pułkownik              | Wojska lądowe     | 8 października 1918  |                   |
| Ernst Hammacher                          | Pułkownik              | Wojska lądowe     | 31 października 1918 |                   |
| Rudolph Hammer                           | Generaloberst          | Wojska lądowe     | 24 listopada 1917    |                   |
| Fritjof Freiherr von Hammerstein-Gesmold | Generaloberst          | Wojska lądowe     | 1 listopada 1918     |                   |
| Hans Freiherr von Hammerstein-Gesmold    | Generał piechoty       | Wojska lądowe     | 6 listopada 1918     |                   |
| Karl Hansen                              | Generaloberst          | Wojska lądowe     | 8 listopada 1918     |                   |
| Georg von Harder                         | Pułkownik              | Wojska lądowe     | 25 sierpnia 1918     |                   |
| Kurt Hartwig                             | Korvettenkapitän       | Marynarka wojenna | 3 października 1918  |                   |
| Otto Hasse                               | Generał piechoty       | Wojska lądowe     | 23 grudnia 1917      | 12 maja 1918      |
| Hans-Joachim Haupt                       | Generalmajor           | Wojska lądowe     | 16 marca 1916        |                   |
| Wilhelm Haupt                            | Pułkownik              | Wojska lądowe     | 18 sierpnia 1918     |                   |
| Ludwig Hauß                              | Pułkownik              | Wojska lądowe     | 11 września 1918     |                   |
| Walter von Haxthausen                    | Generalmajor           | Wojska lądowe     | 13 czerwca 1918      |                   |
| Josias von Heeringen                     | Generaloberst          | Wojska lądowe     | 25 sierpnia 1915     | 25 sierpnia 1916  |
| Heino von Heimburg                       | Wiceadmirał            | Marynarka wojenna | 11 sierpnia 1917     |                   |
| Oskar Heinicke                           | Admiral                | Marynarka wojenna | 5 marca 1918         |                   |
| Franz Heinrigs                           | Pułkownik              | Wojska lądowe     | 8 listopada 1917     |                   |
| Siegfried von Held                       | Generaloberst          | Wojska lądowe     | 7 listopada 1918     |                   |
| Emil Hell                                | Generalmajor           | Wojska lądowe     | 21 września 1916     | 11 stycznia 1917  |
| Hans Ritter von Hemmer                   | Generalmajor           | Wojska lądowe     | 25 lipca 1917        |                   |
| Richard Hentsch                          | Pułkownik              | Wojska lądowe     | 23 września 1917     |                   |
| Ferdinand Herold                         | Major                  | Herr              | 8 października 1917  |                   |
| Adolff Herrgott                          | Generaloberst          | Wojska lądowe     | 4 sierpnia 1918      |                   |
| Otto Hersing                             | Fregattenkapitän       | Marynarka wojenna | 5 czerwca 1915       |                   |
| Friedrich Wilhelm von Hetzberg           | General der Kavallerie | Wojska lądowe     | 4 listopada 1918     |                   |
| Hans Hesse                               | Generalmajor           | Wojska lądowe     | 11 grudnia 1916      |                   |
| Albert Heuck                             | Generaloberst          | Wojska lądowe     | 28 października 1918 |                   |
| Wilhelm Heye                             | Generaloberst          | Wojska lądowe     | 20 sierpnia 1916     | 3 kwietnia 1918   |
| Hubert Heym                              | Pułkownik              | Wojska lądowe     | 9 kwietnia 1918      |                   |
| Hans von Heynitz                         | Pułkownik              | Wojska lądowe     | 3 grudnia 1917       |                   |
| Robert Hieronymus                        | Hauptmann              | Wojska lądowe     | 23 czerwca 1918      |                   |
| Paul von Hindenburg                      | Feldmarszałek          | Wojska lądowe     | 8 września 1914      | 23 lutego 1915    |
| Franz von Hipper                         | Admiral                | Marynarka wojenna | 5 czerwca 1916       |                   |
| Karl Hoefer                              | Generaloberst          | Wojska lądowe     | 23 lipca 1916        | 14 kwietnia 1918  |
| Walter Höhndorf                          | Porucznik              | Lotnictwo         | 20 lipca 1916        |                   |
| Ernst von Hoeppner                       | General der Kavallerie | Lotnictwo         | 8 kwietnia 1917      |                   |
| Eberhard von Hofacker                    | Generaloberst          | Wojska lądowe     | 26 kwietnia 1917     | 24 listopada 1917 |
| Max Hoffmann                             | Generalmajor           | Wojska lądowe     | 7 października 1916  | 25 lipca 1917     |
| Heinrich von Hofmann                     | Generaloberst          | Wojska lądowe     | 12 listopada 1917    | 18 września 1918  |
| Max Hofmann                              | Generał piechoty       | Wojska lądowe     | 28 sierpnia 1915     | 5 lipca 1918      |
| Wilhelm Hohenzollern (1882–1951)         | Generał piechoty       | Wojska lądowe     | 22 sierpnia 1915     | 8 września 1916   |
| Ernst von Hohnhorst                      | Generaloberst          | Wojska lądowe     | 6 maja 1918          |                   |
| Henning von Holtzendorff                 | Großadmiral            | Marynarka wojenna | 22 marca 1917        | 1 lutego 1918     |
| Erich Homburg                            | Generaloberst          | Lotnictwo         | 13 października 1918 |                   |
| Hans-Georg Horn                          | OberstPorucznik        | Lotnictwo         | 23 grudnia 1917      |                   |
| Rudolf von Horn                          | Generał artylerii      | Wojska lądowe     | 21 września 1918     |                   |
| Hans Howaldt                             | Kapitän zur See        | Marynarka wojenna | 26 grudnia 1917      |                   |
| Otto Freiherr von Hügel                  | Generał piechoty       | Wojska lądowe     | 28 sierpnia 1916     |                   |
| Walter von Hülsen                        | Generał piechoty       | Wojska lądowe     | 9 kwietnia 1918      |                   |
| Wilhelm Humser                           | Major                  | Wojska lądowe     | 16 maja 1918         |                   |
| Paul Hundius                             | KapitänPorucznik       | Marynarka wojenna | 18 sierpnia 1918     |                   |
| Wilhelm Hundrich                         | Pułkownik              | Wojska lądowe     | 23 kwietnia 1918     |                   |
| Friedrich Franz von Huth                 | Generalmajor           | Wojska lądowe     | 31 stycznia 1918     |                   |
| Oskar von Hutier                         | Generał piechoty       | Wojska lądowe     | 6 września 1917      | 23 marca 1918     |

## I
| Nazwisko      | Ostatni stopień   | Rodzaj wojsk  | Pour le Mérite   | Liść dębu |
| ------------- | ----------------- | ------------- | ---------------- | --------- |
| Emil Ilse     | Generał artylerii | Wojska lądowe | 28 sierpnia 1916 |           |
| Max Immelmann | OberPorucznik     | Lotnictwo     | 12 stycznia 1916 |           |

## J
| Nazwisko             | Ostatni stopień  | Rodzaj wojsk      | Pour le Mérite       | Liść dębu |
| -------------------- | ---------------- | ----------------- | -------------------- | --------- |
| Alban von Jacobi     | Generał piechoty | Wojska lądowe     | 12 kwietnia 1917     |           |
| Josef Jacobs         | Major            | Lotnictwo         | 18 lipca 1918        |           |
| Maximilian Jehle     | Porucznik        | Lotnictwo         | 7 listopada 1916     |           |
| Nikola Todorow Jekow | Generał piechoty | Bulgarische Armee | 18 stycznia 1916     |           |
| Georg Johow          | Generaloberst    | Wojska lądowe     | 21 września 1916     |           |
| Edgar Josenhanß      | Major            | Lotnictwo         | 28 października 1918 |           |
| Ernst Jünger         | Hauptmann        | Wojska lądowe     | 18 września 1918     |           |

## K
| Nazwisko                                 | Ostatni stopień        | Rodzaj wojsk      | Pour le Mérite       | Liść dębu         |
| ---------------------------------------- | ---------------------- | ----------------- | -------------------- | ----------------- |
| Ernst Kabisch                            | Generał piechoty       | Wojska lądowe     | 9 października 1918  |                   |
| Ernst Kaether                            | Generalmajor           | Wojska lądowe     | 8 listopada 1918     |                   |
| Hans-Heinrich von Kahlden                | OberstPorucznik        | Wojska lądowe     | 6 listopada 1918     |                   |
| Konrad Kalau vom Hofe                    | Hauptmann              | Wojska lądowe     | 23 lipca 1916        |                   |
| Hugo von Kathen                          | Generał piechoty       | Wojska lądowe     | 28 sierpnia 1916     | 27 sierpnia 1917  |
| Georg Kaulbach                           | Pułkownik              | Wojska lądowe     | 2 czerwca 1918       |                   |
| Wilhelm Kaupert                          | Generaloberst          | Wojska lądowe     | 29 października 1918 |                   |
| Karl von Keiser                          | Generalmajor           | Wojska lądowe     | 24 listopada 1917    |                   |
| Richard von Keiser                       | Generalmajor           | Wojska lądowe     | 21 kwietnia 1918     |                   |
| Alfred Keller                            | Generaloberst          | Lotnictwo         | 4 grudnia 1917       |                   |
| Viktor Keller                            | Generalmajor           | Wojska lądowe     | 27 marca 1918        |                   |
| Erich Kewisch                            | Pułkownik              | Wojska lądowe     | 4 sierpnia 1918      |                   |
| Christoph Ritter von Kiefhaber           | Generał piechoty       | Wojska lądowe     | 24 listopada 1917    |                   |
| Paul Kienitz                             | Pułkownik              | Wojska lądowe     | 16 lipca 1918        |                   |
| Karl von Kietzell                        | Pułkownik              | Wojska lądowe     | 5 lipca 1918         |                   |
| Günther Graf von Kirchbach               | Generaloberst          | Wojska lądowe     | 27 października 1917 |                   |
| Hans von Kirchbach                       | Generaloberst          | Wojska lądowe     | 11 sierpnia 1916     |                   |
| Heinrich Kirchheim                       | Hauptmann              | Wojska lądowe     | 13 października 1918 |                   |
| Hans Kirschstein                         | Porucznik              | Lotnictwo         | 24 czerwca 1918      |                   |
| Otto Kissenberth                         | OberPorucznik          | Lotnictwo         | 30 czerwca 1918      |                   |
| Hans Klein                               | Generalmajor           | Lotnictwo         | 4 grudnia 1917       |                   |
| Rudolf Kleine                            | Hauptmann              | Lotnictwo         | 4 października 1917  |                   |
| Alfred von Kleist                        | Generaloberst          | Wojska lądowe     | 8 października 1918  |                   |
| Paul Klette                              | Pułkownik              | Wojska lądowe     | 21 kwietnia 1918     |                   |
| Willi von Klewitz                        | Pułkownik              | Wojska lądowe     | 6 sierpnia 1917      | 26 sierpnia 1918  |
| Hans Kloebe                              | Generaloberst          | Wojska lądowe     | 20 stycznia 1918     |                   |
| Alexander von Kluck                      | Generaloberst          | Wojska lądowe     | 28 marca 1915        |                   |
| Robert von Klüber                        | OberstPorucznik        | Wojska lądowe     | 14 czerwca 1917      |                   |
| Kurt von Klüfer                          | Pułkownik              | Wojska lądowe     | 21 kwietnia 1918     |                   |
| Paul Ritter von Kneußl                   | Generał piechoty       | Wojska lądowe     | 3 czerwca 1915       | 11 stycznia 1917  |
| Maximilian von Knoch                     | Pułkownik              | Wojska lądowe     | 15 sierpnia 1918     |                   |
| Otto Koch                                | Pułkownik              | Wojska lądowe     | 21 kwietnia 1918     |                   |
| Hermann Köhl                             | Hauptmann              | Lotnictwo         | 21 maja 1918         |                   |
| Armin Koenemann                          | Generalmajor           | Wojska lądowe     | 28 listopada 1917    |                   |
| Götz Freiherr von König                  | General der Kavallerie | Wojska lądowe     | 23 lipca 1915        |                   |
| Otto Könnecke                            | OberstPorucznik        | Lotnictwo         | 26 września 1918     |                   |
| Hermann Baron Kövess von Kövesshaza      | Feldmarschall          | Armia austriacka  | 4 grudnia 1915       | 26 marca 1918     |
| Waldemar Kophamel                        | Fregattenkapitän       | Marynarka wojenna | 29 grudnia 1917      |                   |
| Robert Kosch                             | Generał piechoty       | Wojska lądowe     | 20 lutego 1915       | 27 listopada 1915 |
| Konrad Kraehe                            | Generał piechoty       | Wojska lądowe     | 8 października 1917  | 15 sierpnia 1918  |
| Konrad Krafft von Dellmensingen          | Generał artylerii      | Wojska lądowe     | 7 września 1916      | 11 grudnia 1916   |
| Georg von Kranold                        | Pułkownik              | Wojska lądowe     | 1 września 1918      |                   |
| Paul Krause                              | Generaloberst          | Wojska lądowe     | 1 kwietnia 1918      |                   |
| Alfred Krauss                            | Generał piechoty       | Armia austriacka  | 12 listopada 1917    |                   |
| Erich Krebs                              | Pułkownik              | Wojska lądowe     | 23 grudnia 1917      |                   |
| Fritz Theodor Kremkow                    | Major                  | Wojska lądowe     | 27 listopada 1900    |                   |
| Friedrich Freiherr Kreß von Kressenstein | Generał artylerii      | Wojska lądowe     | 4 września 1917      |                   |
| Ernst-Karl von Kretschmann               | SS-Brigadeführer       | Waffen-SS         | 8 czerwca 1918       |                   |
| Eduard Kreuter                           | Generalmajor           | Wojska lądowe     | 14 października 1918 |                   |
| Friedrich von Kriegsheim                 | OberstPorucznik        | Wojska lądowe     | 28 marca 1918        |                   |
| Heinrich Kroll                           | OberPorucznik          | Lotnictwo         | 29 marca 1918        |                   |
| Hans Krug von Nidda                      | General der Kavallerie | Wojska lądowe     | 7 października 1918  |                   |
| Boleslaus von Kuczkowski                 | Pułkownik              | Wojska lądowe     | 24 listopada 1917    |                   |
| Kurt Kühme                               | Generalmajor           | Wojska lądowe     | 30 sierpnia 1918     |                   |
| Viktor Kühne                             | Generał artylerii      | Wojska lądowe     | 11 grudnia 1916      |                   |
| Hermann von Kuhl                         | Generał piechoty       | Wojska lądowe     | 28 sierpnia 1916     | 20 grudnia 1916   |
| Friedrich Kundt                          | Generaloberst          | Wojska lądowe     | 12 października 1918 |                   |

## L
| Nazwisko                      | Ostatni stopień        | Rodzaj wojsk      | Pour le Mérite       | Liść dębu            |
| ----------------------------- | ---------------------- | ----------------- | -------------------- | -------------------- |
| Maximilian von Laffert        | General der Kavallerie | Wojska lądowe     | 1 września 1916      |                      |
| Otto Lancelle                 | Generaloberst          | Wojska lądowe     | 9 października 1918  |                      |
| Rudolf Lange                  | Major                  | Wojska lądowe     | 21 lipca 1918        |                      |
| Felix Langer                  | Generał piechoty       | Wojska lądowe     | 8 października 1917  | 7 listopada 1918     |
| Julius von Langsdorff         | Pułkownik              | Wojska lądowe     | 22 kwietnia 1918     |                      |
| Wilhelm von Lans              | Admiral                | Marynarka wojenna | 25 czerwca 1900      |                      |
| Alfred von Larisch            | Generał piechoty       | Wojska lądowe     | 25 sierpnia 1918     |                      |
| Arthur Laumann                | Generalmajor           | Lotnictwo         | 25 października 1918 |                      |
| Leopold Freiherr von Ledebur  | Generał piechoty       | Wojska lądowe     | 29 sierpnia 1918     |                      |
| Gustav Leffers                | Porucznik              | Lotnictwo         | 5 listopada 1916     |                      |
| Hermann Ritter von Lenz       | Generalmajor           | Wojska lądowe     | 10 kwietnia 1918     |                      |
| Leo Leonhardy                 | Major                  | Lotnictwo         | 2 października 1918  |                      |
| Arnold Lequis                 | Generał piechoty       | Wojska lądowe     | 11 października 1917 | 5 grudnia 1917       |
| Paul von Lettow-Vorbeck       | Generał piechoty       | Wojska lądowe     | 4 listopada 1916     | 10 października 1917 |
| Magnus von Levetzow           | Konteradmiral          | Marynarka wojenna | 31 października 1917 |                      |
| Karl von Lewinski             | Generaloberst          | Wojska lądowe     | 2 maja 1915          |                      |
| Eduard von Liebert            | Generał piechoty       | Wojska lądowe     | 6 czerwca 1917       |                      |
| Hermann von der Lieth-Thomsen | General der Flieger    | Lotnictwo         | 8 kwietnia 1917      |                      |
| Otto Liman von Sanders-Pascha | General der Kavallerie | Wojska lądowe     | 23 sierpnia 1915     | 10 stycznia 1916     |
| Wilhelm Lincke                | Pułkownik              | Wojska lądowe     | 12 maja 1917         |                      |
| Otto von der Linde            | Pułkownik              | Wojska lądowe     | 18 września 1914     |                      |
| Arthur von Lindequist         | Generaloberst          | Wojska lądowe     | 23 grudnia 1917      | 7 listopada 1918     |
| Alexander von Linsingen       | Generaloberst          | Wojska lądowe     | 14 maja 1915         | 3 lipca 1915         |
| Karl Litzmann                 | Generał piechoty       | Wojska lądowe     | 29 listopada 1914    | 18 sierpnia 1915     |
| Ewald von Lochow              | Generał piechoty       | Wojska lądowe     | 14 stycznia 1915     | 13 listopada 1915    |
| Robert Loeb                   | General der Kavallerie | Wojska lądowe     | 17 czerwca 1918      |                      |
| Gerhard von Löbbecke          | Pułkownik              | Wojska lądowe     | 7 września 1918      |                      |
| Eckhard von Loeben            | Generalmajor           | Wojska lądowe     | 30 września 1918     |                      |
| Bruno Loerzer                 | Generaloberst          | Lotnictwo         | 12 lutego 1918       |                      |
| Erich Löwenhardt              | OberPorucznik          | Lotnictwo         | 31 maja 1918         |                      |
| Johannes Lohs                 | OberPorucznik          | Marynarka wojenna | 24 kwietnia 1918     |                      |
| Friedrich Karl von Loßberg    | Generał piechoty       | Wojska lądowe     | 21 września 1916     | 24 kwietnia 1917     |
| Friedrich von Luck und Witten | Generalmajor           | Wojska lądowe     | 29 sierpnia 1918     |                      |
| Erich Ludendorff              | Generał piechoty       | Wojska lądowe     | 8 sierpnia 1914      | 23 lutego 1915       |
| Max Ludwig                    | Generał artylerii      | Wojska lądowe     | 5 lipca 1918         |                      |
| Rudolf Lüters                 | Generał piechoty       | Wojska lądowe     | 30 września 1918     |                      |
| Arthur von Lüttwitz           | Generaloberst          | Wojska lądowe     | 8 listopada 1917     |                      |
| Walther von Lüttwitz          | Generał piechoty       | Wojska lądowe     | 24 sierpnia 1916     | 26 marca 1918        |
| Kurt Freiherr von Lupin       | Generalmajor           | Wojska lądowe     | 26 marca 1918        |                      |
| Moriz von Lyncker             | Generaloberst          | Wojska lądowe     | 2 listopada 1917     |                      |

## M
| Nazwisko                                         | Ostatni stopień        | Rodzaj wojsk      | Pour le Mérite       | Liść dębu            |
| ------------------------------------------------ | ---------------------- | ----------------- | -------------------- | -------------------- |
| August von Mackensen                             | Feldmarszałek          | Wojska lądowe     | 27 listopada 1914    | 14 czerwca 1915      |
| Georg Maercker                                   | Generalmajor           | Wojska lądowe     | 1 października 1917  | 3 maja 1918          |
| Franz Graf von Magnis                            | Pułkownik              | Wojska lądowe     | 4 września 1918      |                      |
| Albrecht Gustav von Manstein                     | Generał piechoty       | Wojska lądowe     | 20 września 1866     |                      |
| Hans Markmann                                    | Porucznik              | Wojska lądowe     | 12 lutego 1918       |                      |
| Gottfried Marquard                               | Generalmajor           | Wojska lądowe     | 27 września 1916     |                      |
| Wilhelm Marschall                                | Generaladmiral         | Marynarka wojenna | 4 lipca 1918         |                      |
| Wolfgang von Marschall Freiherr von Altengottern | General der Kavallerie | Wojska lądowe     | 21 września 1916     | 16 maja 1918         |
| Georg von der Marwitz                            | General der Kavallerie | Wojska lądowe     | 7 marca 1915         | 14 maja 1915         |
| Robert Mattiaß                                   | Pułkownik              | Wojska lądowe     | 4 sierpnia 1918      |                      |
| Willi Matthias                                   | Generalmajor           | Wojska lądowe     | 22 listopada 1917    |                      |
| Dr. Heinrich von Maur                            | Generał artylerii      | Wojska lądowe     | 20 maja 1917         |                      |
| Wilhelm Meckel                                   | Generaloberst          | Wojska lądowe     | 26 sierpnia 1917     |                      |
| Johann Meister                                   | Generał piechoty       | Wojska lądowe     | 2 listopada 1905     |                      |
| Hans-Joachim von Mellenthin                      | Fregattenkapitän       | Marynarka wojenna | 25 lutego 1918       |                      |
| Carl Menckhoff                                   | OberPorucznik          | Lotnictwo         | 2 kwietnia 1918      |                      |
| Carl Merkel                                      | Pułkownik              | Wojska lądowe     | 3 maja 1918          |                      |
| Max von Mertens                                  | Generalmajor           | Wojska lądowe     | 11 września 1918     |                      |
| Hermann Ritter Mertz von Quirnheim               | Generaloberst          | Wojska lądowe     | 28 marca 1918        |                      |
| Horst von Metzsch                                | Generał artylerii      | Wojska lądowe     | 7 października 1918  |                      |
| Emil Berthold Meyer                              | Major                  | Wojska lądowe     | 8 listopada 1918     |                      |
| Friedrich von Miaskowski                         | Pułkownik              | Wojska lądowe     | 21 kwietnia 1918     |                      |
| Andreas Michelsen                                | Wiceadmirał            | Marynarka wojenna | 31 maja 1918         |                      |
| Leopold Milisch                                  | Generalmajor           | Wojska lądowe     | 25 października 1918 |                      |
| Arnold Ritter von Möhl                           | Generał piechoty       | Wojska lądowe     | 9 października 1918  |                      |
| Richard Moeller                                  | Generalmajor           | Wojska lądowe     | 20 maja 1917         |                      |
| Axel Otto von Mörner                             | Generalmajor           |                   | 11 lutego 1814       |                      |
| Helmuth Johannes Ludwig von Moltke               | Generaloberst          | Wojska lądowe     | 7 sierpnia 1915      |                      |
| Dr. Robert Morath                                | Fregattenkapitän       | Marynarka wojenna | 7 listopada 1917     |                      |
| Kurt von Morgen                                  | Generał piechoty       | Wojska lądowe     | 1 grudnia 1914       | 11 grudnia 1916      |
| Engelbert von Morsbach                           | Generaloberst          | Wojska lądowe     | 5 lipca 1918         |                      |
| Otto von Moser                                   | Generaloberst          | Wojska lądowe     | 26 kwietnia 1917     |                      |
| Bruno von Mudra                                  | Generał piechoty       | Wojska lądowe     | 13 stycznia 1915     | 17 października 1916 |
| Georg Mühry                                      | Generał piechoty       | Wojska lądowe     | 25 października 1918 |                      |
| Ferdinand Müller                                 | Pułkownik              | Wojska lądowe     | 15 sierpnia 1918     |                      |
| Georg Alexander von Müller                       | Admiral                | Marynarka wojenna | 24 marca 1918        |                      |
| Karl von Müller                                  | Kapitän zur See        | Marynarka wojenna | 19 marca 1918        |                      |
| Max Ritter von Müller                            | Porucznik              | Lotnictwo         | 3 września 1917      |                      |
| Otto Müller                                      | Pułkownik              | Wojska lądowe     | 17 września 1918     |                      |
| Rudolf Müller                                    | Pułkownik              | Wojska lądowe     | 15 sierpnia 1918     |                      |
| Albert Müller-Kahle                              | Generalmajor           | Lotnictwo         | 13 października 1918 |                      |
| Max Ritter von Mulzer                            | Porucznik              | Lotnictwo         | 8 lipca 1916         |                      |
| Albert von Mutius                                | Generaloberst          | Wojska lądowe     | 4 września 1918      |                      |
| Louis von Mutius                                 | General der Kavallerie | Wojska lądowe     | 28 lipca 1866        |                      |

## N
| Nazwisko            | Ostatni stopień   | Rodzaj wojsk      | Pour le Mérite   | Liść dębu |
| ------------------- | ----------------- | ----------------- | ---------------- | --------- |
| Ullrich Neckel      | Porucznik         | Lotnictwo         | 8 listopada 1918 |           |
| Carl Nehbel         | Generał artylerii | Wojska lądowe     | 30 września 1918 |           |
| Karl August Nerger  | Konteradmiral     | Marynarka wojenna | 24 lutego 1918   |           |
| Friedrich Nielebock | Porucznik         | Wojska lądowe     | 2 czerwca 1918   |           |
| Maresuke Nogi       | General           | Japanische Armee  | 10 stycznia 1905 |           |

## O
| Nazwisko                            | Ostatni stopień  | Rodzaj wojsk     | Pour le Mérite       | Liść dębu        |
| ----------------------------------- | ---------------- | ---------------- | -------------------- | ---------------- |
| Curt von Oesterreich                | Generaloberst    | Wojska lądowe    | 5 czerwca 1918       |                  |
| Eugeniusz Ferdynand Habsburg        | Feldmarschall    | Armia austriacka | 23 maja 1916         | 3 listopada 1917 |
| Franciszek Józef I                  | Feldmarszałek    | Armia austriacka | 27 sierpnia 1914     | 27 sierpnia 1914 |
| Fryderyk Habsburg                   | Feldmarschall    | Armia austriacka | 12 maja 1915         | 4 stycznia 1917  |
| Joseph August von Österreich        | Feldmarschall    | Armia austriacka | 30 marca 1917        | 26 marca 1918    |
| Karol I Habsburg                    | Feldmarszałek    | Armia austriacka | 20 maja 1916         | 6 grudnia 1916   |
| Horst Ritter und Edler von Oetinger | Generał piechoty | Wojska lądowe    | 26 marca 1918        |                  |
| Erich Freiherr von Oldershausen     | Generaloberst    | Wojska lądowe    | 23 grudnia 1917      | 26 marca 1918    |
| Martin Freiherr von Oldershausen    | Generaloberst    | Wojska lądowe    | 20 maja 1917         |                  |
| Gustav von Oppen                    | Pułkownik        | Wojska lądowe    | 1 listopada 1918     |                  |
| Wilhelm Osiander                    | OberstPorucznik  | Wojska lądowe    | 6 listopada 1918     |                  |
| Theodor Osterkamp                   | Generaloberst    | Lotnictwo        | 2 września 1918      |                  |
| Martin Otto                         | Generalmajor     | Wojska lądowe    | 15 sierpnia 1918     |                  |
| Adolf von Oven                      | Generał piechoty | Wojska lądowe    | 22 września 1918     |                  |
| Ernst von Oven                      | Generał piechoty | Wojska lądowe    | 25 października 1918 |                  |
| Georg von Oven                      | Generalmajor     | Wojska lądowe    | 12 października 1917 |                  |

## P
| Nazwisko                                             | Ostatni stopień  | Rodzaj wojsk      | Pour le Mérite       | Liść dębu        |
| ---------------------------------------------------- | ---------------- | ----------------- | -------------------- | ---------------- |
| Leo von Paczynski-Tenczin                            | Pułkownik        | Wojska lądowe     | 25 listopada 1917    |                  |
| Günther von Pannewitz                                | Generał piechoty | Wojska lądowe     | 13 września 1916     |                  |
| Otto Parschau                                        | OberPorucznik    | Lotnictwo         | 10 lipca 1916        |                  |
| Karl Paulus                                          | Pułkownik        | Wojska lądowe     | 13 października 1918 |                  |
| Richard von Pawelsz                                  | OberstPorucznik  | Wojska lądowe     | 23 grudnia 1917      |                  |
| Paul Freiherr von Pechmann                           | OberPorucznik    | Lotnictwo         | 31 lipca 1917        |                  |
| Axel von Petersdorff                                 | Generalmajor     | Wojska lądowe     | 22 kwietnia 1918     |                  |
| Hans Petri                                           | Generał piechoty | Wojska lądowe     | 28 października 1918 |                  |
| Wilhelm Pfaehler                                     | Major            | Wojska lądowe     | 9 października 1918  |                  |
| Clemens Pfafferott                                   | Major            | Wojska lądowe     | 30 października 1918 |                  |
| Benno Pflugradt                                      | Major            | Wojska lądowe     | 3 listopada 1918     |                  |
| Ernst von Pfuel                                      | Generał piechoty | Wojska lądowe     | 28 grudnia 1814      |                  |
| Arthur Pikardi                                       | Major            | Wojska lądowe     | 6 lipca 1918         |                  |
| Friedrich von Pirscher                               | Major            | Wojska lądowe     | 5 maja 1918          |                  |
| Horst Edler von der Planitz                          | Generał piechoty | Wojska lądowe     | 20 maja 1917         |                  |
| Axel von Platen                                      | Major            | Wojska lądowe     | 21 kwietnia 1918     |                  |
| Otto Plath                                           | Hauptmann        | Wojska lądowe     | 27 August 1918       |                  |
| Karl von Plehwe                                      | OberstPorucznik  | Wojska lądowe     | 21 kwietnia 1918     |                  |
| Hans von Plessen                                     | Generaloberst    | Wojska lądowe     | 24 marca 1918        |                  |
| Karl von Plettenberg                                 | Generał piechoty | Wojska lądowe     | 14 maja 1915         |                  |
| Otto von Plüskow                                     | Generał piechoty | Wojska lądowe     | 11 maja 1917         |                  |
| Georg Pohlmann                                       | Generalmajor     | Wojska lądowe     | 4 października 1918  |                  |
| Rudolph Popelka                                      | Pułkownik        | Armia austriacka  | 11 października 1918 |                  |
| Karl Ritter von Prager                               | Major            | Wojska lądowe     | 23 grudnia 1917      |                  |
| Ludwig Freiherr von Preuschen von und zu Liebenstein | Hauptmann        | Wojska lądowe     | 17 czerwca 1918      |                  |
| Hans Preusker                                        | OberstPorucznik  | Wojska lądowe     | 27 lipca 1917        |                  |
| Eitel Friedrich von Preußen                          | Generalmajor     | Wojska lądowe     | 22 marca 1915        | 14 maja 1915     |
| Friedrich Karl von Preußen                           | Feldmarszałek    | Wojska lądowe     | 27 lutego 1864       |                  |
| Henryk Pruski                                        | Großadmiral      | Marynarka wojenna | 1 sierpnia 1916      | 24 stycznia 1918 |
| Wilhelm Preusser                                     | Hauptmann        | Wojska lądowe     | 6 lipca 1918         |                  |
| Kurt Freiherr Prinz von Buchau                       | Generalmajor     | Wojska lądowe     | 11 maja 1918         |                  |
| Kurt von Pritzelwitz                                 | Generał piechoty | Wojska lądowe     | 12 stycznia 1916     |                  |
| Fritz Pütte                                          | Porucznik        | Lotnictwo         | 31 maja 1918         |                  |
| Wilhelm von Puttkamer                                | Generaloberst    | Wojska lądowe     | 26 października 1918 |                  |

## Q
| Nazwisko                | Ostatni stopień  | Rodzaj wojsk  | Pour le Mérite   | Liść dębu        |
| ----------------------- | ---------------- | ------------- | ---------------- | ---------------- |
| Ferdinand von Quast     | Generał piechoty | Wojska lądowe | 11 sierpnia 1916 | 10 kwietnia 1918 |
| Kurt Moritz von Quednow | Major            | Wojska lądowe | 30 sierpnia 1918 |                  |

## R
| Nazwisko                             | Ostatni stopień  | Rodzaj wojsk      | Pour le Mérite       | Liść dębu            |
| ------------------------------------ | ---------------- | ----------------- | -------------------- | -------------------- |
| Kurt Rackow                          | Porucznik        | Wojska lądowe     | 7 czerwca 1916       |                      |
| Franz de Rainville                   | Major            | Wojska lądowe     | 6 listopada 1918     |                      |
| Otto Ritter von Rauchenberger        | Generaloberst    | Wojska lądowe     | 6 września 1917      | 19 października 1918 |
| Johann von Ravenstein                | Generaloberst    | Wojska lądowe     | 23 czerwca 1918      |                      |
| Armin Reichenbach                    | Hauptmann        | Wojska lądowe     | 21 kwietnia 1918     |                      |
| Wilhelm Reinhard                     | OberstPorucznik  | Wojska lądowe     | 27 sierpnia 1917     |                      |
| Walther Reinhardt                    | Generał piechoty | Wojska lądowe     | 30 kwietnia 1917     |                      |
| Hermann Reinicke                     | OberstPorucznik  | Wojska lądowe     | 8 grudnia 1917       |                      |
| Maximilian Freiherr von Reitzenstein | Pułkownik        | Wojska lądowe     | 8 listopada 1918     |                      |
| Theodor Renner                       | Generalmajor     | Wojska lądowe     | 1 września 1918      |                      |
| Karl von Rettberg                    | Major            | Wojska lądowe     | 24 listopada 1917    |                      |
| Wilhelm Ribbentrop                   | Generalmajor     | Wojska lądowe     | 18 września 1918     |                      |
| Lothar von Richthofen                | OberPorucznik    | Lotnictwo         | 14 maja 1917         |                      |
| Manfred von Richthofen               | Rittmeister      | Lotnictwo         | 12 stycznia 1917     |                      |
| Manfred Freiherr von Richthofen      | Generaloberst    | Wojska lądowe     | 18 stycznia 1918     |                      |
| Julius Riemann                       | Generał piechoty | Wojska lądowe     | 16 marca 1915        |                      |
| Peter Rieper                         | Porucznik        | Wojska lądowe     | 7 lipca 1918         |                      |
| Hans Eberhard von Riesenthal         | OberstPorucznik  | Wojska lądowe     | 22 kwietnia 1918     |                      |
| Siegfried Rodig                      | Pułkownik        | Wojska lądowe     | 21 kwietnia 1918     |                      |
| Dietrich von Roeder                  | Generalmajor     | Wojska lądowe     | 17 kwietnia 1918     |                      |
| Fritz Ritter von Röth                | OberPorucznik    | Lotnictwo         | 8 września 1918      |                      |
| Erwin Rommel                         | Feldmarszałek    | Wojska lądowe     | 10 grudnia 1917      |                      |
| Albrecht von Roon                    | Feldmarszałek    | Wojska lądowe     | 18 października 1870 |                      |
| Berend Roosen                        | Major            | Wojska lądowe     | 9 kwietnia 1918      |                      |
| Hans Rose                            | KapitänPorucznik | Marynarka wojenna | 20 grudnia 1917      |                      |
| Hugo von Rosenberg                   | Fregattenkapitän | Marynarka wojenna | 4 grudnia 1917       |                      |
| Albrecht Freiherr von Rotberg        | Major            | Wojska lądowe     | 30 czerwca 1918      |                      |
| Moritz Rothenbücher                  | OberstPorucznik  | Wojska lądowe     | 15 sierpnia 1918     |                      |
| Karl Rothenburg                      | Porucznik        | Wojska lądowe     | 30 czerwca 1918      |                      |
| Hermann Rudolph                      | OberstPorucznik  | Wojska lądowe     | 25 października 1918 |                      |
| Otto Ruhnau                          | Major            | Wojska lądowe     | 22 kwietnia 1918     |                      |
| Fritz Rümmelein                      | Porucznik        | Wojska lądowe     | 28 października 1918 |                      |
| Fritz Rumey                          | Porucznik        | Lotnictwo         | 10 lipca 1918        |                      |
| Siegfried Runge                      | Hauptmann        | Wojska lądowe     | 30 sierpnia 1918     |                      |
| Rudolf Rusche                        | Generaloberst    | Wojska lądowe     | 4 listopada 1918     |                      |

## S
| Nazwisko                                       | Ostatni stopień   | Rodzaj wojsk      | Pour le Mérite       | Liść dębu       |
| ---------------------------------------------- | ----------------- | ----------------- | -------------------- | --------------- |
| Herzog Ernst II. von Sachsen-Altenburg         | Generał piechoty  | Wojska lądowe     | 30 maja 1915         |                 |
| Gotthard Sachsenberg                           | Lotnictwo         | Marynarka wojenna | 5 sierpnia 1918      |                 |
| Sieghard von Saldern                           | Hauptmann         | Wojska lądowe     | 21 maja 1918         |                 |
| Reinhold Saltzwedel                            | OberPorucznik     | Marynarka wojenna | 20 sierpnia 1917     |                 |
| Philipp Sander                                 | Major             | Wojska lądowe     | 6 maja 1918          |                 |
| Traugott von Sauberzweig                       | Generalmajor      | Wojska lądowe     | 6 września 1917      |                 |
| Ernst Schaumburg                               | Hauptmann         | Wojska lądowe     | 21 kwietnia 1918     |                 |
| Karl-Emil Schäfer                              | Porucznik         | Lotnictwo         | 26 kwietnia 1917     |                 |
| Reinhard Scheer                                | Admiral           | Marynarka wojenna | 5 czerwca 1916       | 1 lutego 1918   |
| Reinhard von Scheffer-Boyadel                  | Generał piechoty  | Wojska lądowe     | 2 grudnia 1914       |                 |
| Felix Schelle                                  | Major             | Wojska lądowe     | 30 czerwca 1918      |                 |
| Dedo von Schenck                               | Generał piechoty  | Wojska lądowe     | 2 października 1916  |                 |
| Werner Schering                                | Major             | Wojska lądowe     | 3 września 1918      |                 |
| Heinrich Scheuch                               | Generał piechoty  | Wojska lądowe     | 8 kwietnia 1918      |                 |
| Peter Scheunemann                              | OberstPorucznik   | Wojska lądowe     | 1 kwietnia 1918      |                 |
| Ernst Adolph Alphons Freiherr von Schimmelmann | Major             | Wojska lądowe     | 16 lipca 1918        |                 |
| Max-Friedrich von Schlechtendal                | Pułkownik         | Wojska lądowe     | 27 lipca 1917        |                 |
| Eduard Ritter von Schleich                     | Hauptmann         | Lotnictwo         | 4 grudnia 1917       |                 |
| Walter Freiherr von Schleinitz                 | Major             | Wojska lądowe     | 31 października 1917 |                 |
| Heinrich Schmedes                              | OberstPorucznik   | Wojska lądowe     | 5 października 1918  |                 |
| Eberhard Graf von Schmettow                    | Generaloberst     | Wojska lądowe     | 11 grudnia 1916      |                 |
| Egon Graf von Schmettow                        | Generaloberst     | Wojska lądowe     | 4 listopada 1917     |                 |
| Hans Schmid                                    | OberstPorucznik   | Wojska lądowe     | 27 lipca 1917        |                 |
| Schmidt von Knobelsdorf                        | Generaloberst     | Wojska lądowe     | 17 października 1915 |                 |
| Erhardt Schmidt                                | Wiceadmirał       | Marynarka wojenna | 31 października 1917 |                 |
| Johann Ritter von Schmidtler                   | Major             | Wojska lądowe     | 26 października 1918 |                 |
| Walther Schnieber                              | Porucznik         | Wojska lądowe     | 27 października 1917 |                 |
| Rudolf Schniewindt                             | Major             | Wojska lądowe     | 4 sierpnia 1918      |                 |
| Wilhelm Schniewindt                            | Major             | Wojska lądowe     | 21 maja 1918         |                 |
| Emil von Schnizer                              | Major             | Wojska lądowe     | 27 sierpnia 1918     |                 |
| Roderich von Schoeler                          | Generaloberst     | Wojska lądowe     | 30 czerwca 1918      |                 |
| Albert Schoen                                  | Major             | Wojska lądowe     | 25 października 1918 |                 |
| Ernst von Schönfeldt                           | Major             | Wojska lądowe     | 6 listopada 1918     |                 |
| Ferdinand Schörner                             | Feldmarszałek     | Wojska lądowe     | 5 grudnia 1917       |                 |
| Friedrich von Scholtz                          | Generał artylerii | Wojska lądowe     | 3 września 1915      |                 |
| Erich Scholtz                                  | Hauptmann         | Wojska lądowe     | 23 grudnia 1917      |                 |
| Wilhelm Paul Schreiber                         | Porucznik         | Lotnictwo         | 8 czerwca 1918       |                 |
| Ludwig von Schröder                            | Admiral           | Marynarka wojenna | 20 października 1915 | 23 grudnia 1917 |
| Richard von Schubert                           | Generał artylerii | Wojska lądowe     | 28 sierpnia 1916     |                 |
| Georg von Schüssler                            | Generaloberst     | Wojska lądowe     | 22 kwietnia 1918     |                 |
| Ernst Schütz                                   | OberstPorucznik   | Wojska lądowe     | 20 maja 1917         |                 |
| Friedrich Graf von der Schulenburg             | Generalmajor      | Wojska lądowe     | 24 lipca 1917        | 23 marca 1918   |
| Karl Graf von der Schulenburg-Wolfsburg        | Pułkownik         | Wojska lądowe     | 8 października 1917  |                 |
| Walter Schultz                                 | Major             | Wojska lądowe     | 4 października 1918  |                 |
| Otto Schultze                                  | Generaladmiral    | Marynarka wojenna | 18 marca 1918        |                 |
| Adolf Schwab                                   | OberstPorucznik   | Wojska lądowe     | 6 listopada 1918     |                 |
| Detlof Graf von Schwerin                       | Pułkownik         | Wojska lądowe     | 12 czerwca 1918      |                 |
| Oskar Schwerk                                  | OberstPorucznik   | Wojska lądowe     | 21 września 1916     |                 |
| Walther Schwieger                              | KapitänPorucznik  | Marynarka wojenna | 30 lipca 1917        |                 |
| Hans von Seeckt                                | Generaloberst     | Wojska lądowe     | 14 maja 1915         |                 |
| Just Friedrich von Seelhorst                   | Major             | Wojska lądowe     | 26 listopada 1917    |                 |
| Hans Sehmsdorff                                | Major             | Wojska lądowe     | 17 października 1918 |                 |
| Karl Seidel                                    | Hauptmann         | Wojska lądowe     | 9 października 1918  |                 |
| Reinhard Seiler                                | Hauptmann         | Wojska lądowe     | 31 stycznia 1918     |                 |
| Fritz von Selle                                | Pułkownik         | Wojska lądowe     | 6 stycznia 1918      |                 |
| August Seubert                                 | Major             | Lotnictwo         | 21 listopada 1916    |                 |
| Georg Sick                                     | OberstPorucznik   | Wojska lądowe     | 20 maja 1917         |                 |
| Ludwig Sieger                                  | Generaloberst     | Wojska lądowe     | 27 kwietnia 1918     |                 |
| Gustav Siess                                   | Korvettenkapitän  | Marynarka wojenna | 24 kwietnia 1918     |                 |
| Friedrich Bertram Sixt von Armin               | Generał piechoty  | Wojska lądowe     | 10 sierpnia 1916     |                 |
| Franz Freiherr von Soden                       | Generał piechoty  | Wojska lądowe     | 27 lipca 1917        |                 |
| George Soldan                                  | Hauptmann         | Wojska lądowe     | 22 kwietnia 1918     |                 |
| Hans Sottorf                                   | Hauptmann         | Wojska lądowe     | 1 listopada 1918     |                 |
| Wilhelm Souchon                                | Admiral           | Marynarka wojenna | 29 października 1916 |                 |
| Theodor Sproesser                              | Major             | Wojska lądowe     | 10 grudnia 1917      |                 |
| Hermann von Staab                              | Generaloberst     | Wojska lądowe     | 11 grudnia 1916      |                 |
| Markus Stachow                                 | OberstPorucznik   | Wojska lądowe     | 28 listopada 1917    |                 |
| Max Stapff                                     | Major             | Wojska lądowe     | 23 grudnia 1917      |                 |
| Hermann von Stein                              | Generał artylerii | Wojska lądowe     | 1 września 1916      |                 |
| Adolf Steinwachs                               | Major             | Wojska lądowe     | 2 maja 1917          |                 |
| Albrecht Steppuhn                              | Major             | Wojska lądowe     | 17 czerwca 1918      |                 |
| Otto von Stetten                               | Generaloberst     | Wojska lądowe     | 22 września 1916     |                 |
| Wolfgang Steinbauer                            | OberPorucznik     | Marynarka wojenna | 3 marca 1918         |                 |
| Otto Steinbrinck                               | Fregattenkapitän  | Marynarka wojenna | 29 marca 1916        |                 |
| Kuno von Steuben                               | Generał piechoty  | Wojska lądowe     | 13 października 1915 |                 |
| Otto Stobbe                                    | Major             | Wojska lądowe     | 6 listopada 1918     |                 |
| Julius von Stoeklern zu Grünholzek             | OberstPorucznik   | Wojska lądowe     | 23 czerwca 1918      |                 |
| Gustav Stoffleth                               | Hauptmann         | Wojska lądowe     | 22 stycznia 1918     |                 |
| Paulus von Stolzmann                           | Generalmajor      | Wojska lądowe     | 7 lipca 1915         |                 |
| Albrecht Graf von Stosch                       | Major             | Wojska lądowe     | 21 Oktober 1918      |                 |
| Heinrich Strack                                | Hauptmann         | Wojska lądowe     | 30 października 1918 |                 |
| Hermann von Strantz                            | General           | Wojska lądowe     | 22 sierpnia 1915     |                 |
| Peter Strasser                                 | Fregattenkapitän  | Marynarka wojenna | 20 sierpnia 1917     |                 |
| Edwin von Stülpnagel                           | Generał piechoty  | Wojska lądowe     | 4 sierpnia 1918      |                 |
| Karl von Stumpff                               | Generaloberst     | Wojska lądowe     | 22 kwietnia 1918     |                 |
| Wolff von Stutterheim                          | Generalmajor      | Wojska lądowe     | 29 sierpnia 1918     |                 |
| Hans von Sydow                                 | OberstPorucznik   | Wojska lądowe     | 6 stycznia 1918      |                 |

## T
| Nazwisko                                       | Ostatni stopień  | Rodzaj wojsk      | Pour le Mérite       | Liść dębu |
| ---------------------------------------------- | ---------------- | ----------------- | -------------------- | --------- |
| Ludwig von der Tann-Rathsamhausen              | Generał piechoty | Wojska lądowe     | 22 grudnia 1870      |           |
| Gerhard Tappen                                 | Generalmajor     | Wojska lądowe     | 11 września 1915     |           |
| Friedrich von Taysen                           | Pułkownik        | Wojska lądowe     | 6 stycznia 1918      |           |
| Theodor Teetzmann                              | Generalmajor     | Wojska lądowe     | 11 października 1917 |           |
| Rudolf Teichmann                               | Hauptmann        | Wojska lądowe     | 18 maja 1918         |           |
| Otto Teschner                                  | OberstPorucznik  | Wojska lądowe     | 22 stycznia 1918     |           |
| Wilhelm von Thadden                            | OberstPorucznik  | Wojska lądowe     | 8 października 1917  |           |
| Albrecht von Thaer                             | Generalmajor     | Wojska lądowe     | 6 sierpnia 1917      |           |
| Karl Thom                                      | Porucznik        | Lotnictwo         | 1 listopada 1918     |           |
| Emil Thuy                                      | Porucznik        | Lotnictwo         | 30 czerwca 1918      |           |
| Paul Tiede                                     | Generaloberst    | Wojska lądowe     | 17 kwietnia 1918     |           |
| August von Tippelskirch                        | Hauptmann        | Wojska lądowe     | 15 października 1918 |           |
| Alfred von Tirpitz                             | Großadmiral      | Marynarka wojenna | 10 sierpnia 1915     |           |
| Georgi Stojanow Todorow                        | Generał piechoty | Bulgarische Armee | 14 października 1917 |           |
| Emil Trebing                                   | Porucznik        | Wojska lądowe     | 14 kwietnia 1918     |           |
| Horst Freiherr Treusch von Buttlar-Brandenfels | Pułkownik        | Lotnictwo         | 9 kwietnia 1918      |           |
| Walter Trenck                                  | Hauptmann        | Wojska lądowe     | 15 lipca 1918        |           |
| Hans von Troilo                                | OberstPorucznik  | Wojska lądowe     | 5 lipca 1918         |           |
| Adolf von Trotha                               | Admiral          | Marynarka wojenna | 5 czerwca 1916       |           |
| Lothar von Trotha                              | General          | Infanterie        | 2 listopada 1905     |           |
| Erich von Tschischwitz                         | Pułkownik        | Wojska lądowe     | 9 listopada 1917     |           |
| Adolf Ritter von Tutschek                      | Hauptmann        | Fliegertruppe     | 3 sierpnia 1917      |           |
| Ludwig Ritter von Tutschek                     | Generalmajor     | Wojska lądowe     | 8 grudnia 1917       |           |

## U
| Nazwisko                           | Ostatni stopień | Rodzaj wojsk      | Pour le Mérite       | Liść dębu        |
| ---------------------------------- | --------------- | ----------------- | -------------------- | ---------------- |
| Ernst von Uechtritz und Steinkirch | Gereralmajor    | Wojska lądowe     | 21 października 1918 |                  |
| Ernst Udet                         | Generaloberst   | Lotnictwo         | 9 kwietnia 1918      |                  |
| Walter von Unruh                   | Major           | Wojska lądowe     | 21 kwietnia 1918     |                  |
| Guido von Usedom                   | Admiral         | Marynarka wojenna | 5 kwietnia 1902      | 23 sierpnia 1915 |

## V
| Nazwisko                      | Ostatni stopień   | Rodzaj wojsk      | Pour le Mérite      | Liść dębu |
| ----------------------------- | ----------------- | ----------------- | ------------------- | --------- |
| Hans Peter van Vaernewyck     | Major             | Wojska lądowe     | 18 września 1918    |           |
| Max Valentiner                | Kapitän zur See   | Marynarka wojenna | 26 grudnia 1916     |           |
| Joseph Veltjens               | Pułkownik         | Lotnictwo         | 16 sierpnia 1918    |           |
| Detlev Vett                   | Generaloberst     | Wojska lądowe     | 4 października 1918 |           |
| Max Viebeg                    | KapitänPorucznik  | Marynarka wojenna | 30 stycznia 1918    |           |
| Alfred von Vollard-Bockelberg | Generał artylerii | Wojska lądowe     | 4 listopada 1917    |           |
| Werner Voss                   | Porucznik         | Lotnictwo         | 8 kwietnia 1917     |           |
| Hans von Voss                 | Major             | Wojska lądowe     | 23 grudnia 1917     |           |

## W
| Nazwisko                             | Ostatni stopień        | Rodzaj wojsk      | Pour le Mérite       | Liść dębu       |
| ------------------------------------ | ---------------------- | ----------------- | -------------------- | --------------- |
| Emil Waldorf                         | Generaloberst          | Wojska lądowe     | 1 listopada 1918     |                 |
| Alfred Freiherr von Waldstätten      | Generalmajor           | Armia austriacka  | 3 listopada 1917     |                 |
| Franz Josef Walz                     | Generaloberst          | Lotnictwo         | 9 sierpnia 1918      |                 |
| Curt Freiherr von Wangenheim         | Pułkownik              | Wojska lądowe     | 3 września 1917      |                 |
| Hans Walther                         | KapitänPorucznik       | Marynarka wojenna | 9 stycznia 1917      |                 |
| Erwin Wassner                        | KapitänPorucznik       | Marynarka wojenna | 5 marca 1918         |                 |
| Hermann Ludwig von Wartensleben      | General der Kavallerie | Wojska lądowe     | 5 lutego 1871        |                 |
| Oskar von Watter                     | Generaloberst          | Wojska lądowe     | 23 grudnia 1917      |                 |
| Theodor Freiherr von Watter          | Generał piechoty       | Wojska lądowe     | 1 września 1916      |                 |
| Marcus Wax                           | Pułkownik              | Lotnictwo         | 20 kwietnia 1915     |                 |
| Theodor von Weber                    | OberstPorucznik        | Wojska lądowe     | 8 października 1918  |                 |
| Otto Weddigen                        | KapitänPorucznik       | Marynarka wojenna | 24 października 1914 |                 |
| Fritz Freiherr von Wedekind          | Major                  | Wojska lądowe     | 15 sierpnia 1918     |                 |
| Hasso von Wedel                      | Generalmajor           | Wojska lądowe     | 27 sierpnia 1917     |                 |
| Georg von Wedell                     | Generaloberst          | Wojska lądowe     | 20 września 1866     |                 |
| Richard Wellmann                     | Generaloberst          | Wojska lądowe     | 23 grudnia 1917      |                 |
| Karl von Wenckstern                  | Hauptmann              | Wojska lądowe     | 27 sierpnia 1918     |                 |
| Ralph Wenniger                       | KapitänPorucznik       | Marynarka wojenna | 30 marca 1918        |                 |
| Karl Ritter von Wenniger             | Generaloberst          | Wojska lądowe     | 1 maja 1917          |                 |
| Bernhard Franz Wilhelm von Werder    | Generał piechoty       | Wojska lądowe     | 17 września 1866     |                 |
| Hans von Werder                      | Pułkownik              | Wojska lądowe     | 3 maja 1918          |                 |
| Wilhelm Werner                       | KapitänPorucznik       | Marynarka wojenna | 18 sierpnia 1918     |                 |
| Eduard von Westhoven                 | Major                  | Wojska lądowe     | 1 kwietnia 1918      |                 |
| Georg Wetzell                        | Major                  | Wojska lądowe     | 11 grudnia 1916      |                 |
| Georg Wichura                        | Generał piechoty       | Wojska lądowe     | 26 kwietnia 1917     |                 |
| Hermann Wilck                        | Hauptmann              | Wojska lądowe     | 9 października 1918  |                 |
| Adolf Wild von Hohenborn             | Generaloberst          | Wojska lądowe     | 2 sierpnia 1915      |                 |
| Ludwig Wilhelm Freiherr von Willisen | Major                  | Wojska lądowe     | 1 listopada 1917     |                 |
| Karl Willweber                       | Porucznik              | Wojska lądowe     | 3 września 1918      |                 |
| Arnold von Winckler                  | Generał piechoty       | Wojska lądowe     | 27 listopada 1915    |                 |
| Rudolf Windisch                      | Porucznik              | Lotnictwo         | 6 czerwca 1918       |                 |
| Kurt Wintgens                        | Porucznik              | Lotnictwo         | 1 lipca 1916         |                 |
| Eduard Wittekind                     | Hauptmann              | Wojska lądowe     | 4 grudnia 1917       |                 |
| Walther Dietrich von Witzleben       | Generalmajor           | Wojska lądowe     | 23 czerwca 1918      |                 |
| Kurt Wolff                           | OberPorucznik          | Lotnictwo         | 4 maja 1917          |                 |
| Horst von Wolff                      | Hauptmann              | Wojska lądowe     | 28 listopada 1917    |                 |
| Siegfried Woltersdorf                | Major                  | Wojska lądowe     | 29 października 1918 |                 |
| Remus von Woyrsch                    | Feldmarszałek          | Wojska lądowe     | 25 października 1914 |                 |
| Ernst von Wrisberg                   | Generalmajor           | Major             | 8 kwietnia 1918      |                 |
| Otto Wünsche                         | KapitänPorucznik       | Marynarka wojenna | 20 grudnia 1917      |                 |
| Hermann Wülfing                      | Major                  | Wojska lądowe     | 30 października 1918 |                 |
| Kurt Wüsthoff                        | Porucznik              | Lotnictwo         | 22 listopada 1917    |                 |
| August Wirtemberski                  | Generaloberst          | Wojska lądowe     | 3 sierpnia 1866      | 16 czerwca 1871 |
| Albrecht Wirtemberski                | Feldmarszałek          | Wojska lądowe     | 22 sierpnia 1915     |                 |
| Fritz Wulff                          | Major                  | Wojska lądowe     | 8 października 1918  |                 |
| Gustav Adolf von Wulffen             | Brigadeführer          | Waffen-SS         | 21 kwietnia 1918     |                 |

## X
| Nazwisko                  | Ostatni stopień  | Rodzaj wojsk  | Pour le Mérite   | Liść dębu |
| ------------------------- | ---------------- | ------------- | ---------------- | --------- |
| Oskar Ritter von Xylander | Generał piechoty | Wojska lądowe | 20 sierpnia 1916 |           |

## Y
| Nazwisko                        | Ostatni stopień | Rodzaj wojsk  | Pour le Mérite   | Liść dębu |
| ------------------------------- | --------------- | ------------- | ---------------- | --------- |
| Ernst Graf Yorck von Wartenburg | Major           | Wojska lądowe | 23 września 1918 |           |

## Z
| Nazwisko       | Ostatni stopień  | Rodzaj wojsk  | Pour le Mérite    | Liść dębu            |
| -------------- | ---------------- | ------------- | ----------------- | -------------------- |
| Alfred Ziethen | Generalmajor     | Wojska lądowe | 14 czerwca 1915   |                      |
| Max Zunehmer   | Generalmajor     | Wojska lądowe | 29 listopada 1917 |                      |
| Hans von Zwehl | Generał piechoty | Wojska lądowe | 8 września 1914   | 17 października 1917 |